# Kovács János (labdarúgó, 1985)
Kovács János (Budapest, 1985. szeptember 11. –) magyar labdarúgó, hátvéd.

## Pályafutása
Első csapata az MTK Hungária volt, amelyben két év alatt mindössze egyszer lépett pályára. 2005-ben kétéves szerződést kötött az angol Chesterfield csapatával. 2007-ben egy hónapra kölcsönadták a York City csapatának, ahol nyolc mérkőzésen egy gólt szerzett. Visszatérése után plusz egyéves szerződést kötött a Chesterfield csapatával és a 2006-07-es szezon végén második helyen végzett a csapat év játékosa szavazáson. Az új szezonban azonban új riválisa akadt Kevin Austin személyében, és ezért 2008-ban elhagyta a csapatot. A Lincoln City-vel kötött egy kétéves szerződést 2008 júniusában. Bemutatkozó mérkőzésén az Aston Villának fejelt gólt, egy barátságos mérkőzésen. 2010-ben azonban átadó listára került és a Luton Town csapatába igazolt öt hónapra, pedig akkor három másik csapat is versengett érte, a Southend United, a Barnet és a Ferencváros.[forrás?] Szerződése lejárta után, ingyen igazolhatóvá vált és az angol negyedosztályú Hereford United csapatát választotta. Első bajnoki mérkőzésén rögtön egy győztes fejes góllal debütált. Csapatkapitánnyá választották, de sérülés miatt, szinte az egész első félévet ki kellett hagynia. Az idény végén azonban a csapat edzője átadó listára tette.
2011 nyarán a Ferencvárosnál volt próbajátékon. 2011-ben félévre a Luton Town csapatához került kölcsönbe az angol 5. osztályba. Jó teljesítménye miatt marasztalták, így 2012 januárjától a 3. osztályú Leyton Orient játékosa lett ám a csapat év végén kiesett és a 2013-14-es szezont a 4. osztályban kezdi.